# Neperigea mephisto
Neperigea mephisto är en fjärilsart som beskrevs av Blanchard 1968. Neperigea mephisto ingår i släktet Neperigea och familjen nattflyn. Inga underarter finns listade i Catalogue of Life.